# Pf1
Pf1 – polskie oznaczenie na PKP parowozu pospiesznego pruskiej serii S 7 odmiany von Borriesa, produkcji niemieckiej z lat 1902–1906, używanego przez PKP w okresie międzywojennym. Parowóz miał układ osi 2'B1' (dwie pary kół tocznych, dwie pary kół napędnych, jedna para kół tocznych) i kocioł na parę nasyconą.

## Historia
Lokomotywa pospieszna pruskiej serii S7 była przewidziana jako następca produkowanych w niewielkiej liczbie czterocylindrowych lokomotyw z silnikiem sprzężonym S5¹, o układzie osi 2'B. Dodanie z tyłu osi tocznej umożliwiło umieszczenie szerokiego paleniska za przesuniętymi do przodu dwiema osiami wiązanymi i w efekcie niewielkie zwiększenie powierzchni rusztu i powierzchni ogrzewalnej kotła. Podobnie, jak w przypadku S5¹, projekt był polem rywalizacji konstruktorów de Glehna z alzackiej fabryki Grafensteden i Augusta von Borriesa z biura technicznego hanowerskiej dyrekcji kolei KPEV. Parowóz S7 konstrukcji Grafensteden został w Polsce oznaczony jako Pf2.
Konstrukcja hanowerskiej fabryki Hanomag i von Borriesa została wybrana jako znormalizowany pruski parowóz pospieszny wzoru (Musterblatt) III-2f. W latach 1902–1906 zbudowano ich 159, z tego 123 w fabryce Hanomag, a 36 we wrocławskich zakładach Linke-Hofmann (w 1905). Przy tym, przez pierwsze dwa lata zbudowano tylko 3 i 6 lokomotyw (równolegle z produkcją S5¹). Najwięcej tych lokomotyw (49) jeździło w hanowerskiej dyrekcji KPEV.
Po I wojnie światowej 7 lokomotyw S7 typu hanowerskiego trafiło na Polskie Koleje Państwowe, gdzie je oznaczono jako seria Pf1 (Pf1-1 do Pf1-7). Po II wojnie światowej parowozy tego typu nie były już w Polsce używane.
W ramach reparacji, 8 lokomotyw trafiło do Belgii i 6 do Francji (5 na koleje EST i 1 na koleje Alzacji-Lotaryngii).
W Niemczech lokomotywy te nie były uważane za udane, co znalazło odbicie w stosunkowo niewielkiej produkcji jak na typ znormalizowany. Ich bezpośrednim następcą była seria S9 o takim samym układzie osi, lecz znacznie wydajniejszym kotle. Wyparte zostały głównie przez doskonalszą konstrukcję o układzie osi 2'B, na parę przegrzaną – S6. Zostały wycofane we wczesnych latach 20. i nie były używane przez koleje niemieckie, nie przydzielono im też nowego oznaczenia numerycznego DRG.

## Opis
Parowóz pospieszny o układzie osi 2'B1', z czterocylindrowym silnikiem sprzężonym, na parę nasyconą (układ 2'B1' n4v). Ostoja wewnętrzna, kombinowana, blachowo-belkowa. Oś kotła na wysokości 2500 mm nad szynami. Z tyłu oś Adamsa.
Czterocylindrowy silnik sprzężony z dodatkowym zaworem rozruchowym. Silnikowa była pierwsza oś wiązana.
Parowóz mógł ciągnąć po torze poziomym skład o masie 318 t z prędkością 110 km/h.